# Lukavica (Republika Serbska)
Lukavica (cyr. Лукавица) – miejscowość w Bośni i Hercegowinie, w Republice Serbskiej, siedziba miasta Sarajewo Wschodnie i gminy Istočno Novo Sarajevo. W 2013 roku liczyła 7597 mieszkańców.